# SC Abbeville
Der Sporting Club Abbeville Côte Picarde oder kurz SC Abbeville ist ein französischer Sportverein aus der picardischen Stadt Abbeville, der insbesondere durch seine Fußballabteilung – mit der sich dieser Artikel hauptsächlich befasst und die inzwischen auch über Frauen- und Mädchenteams verfügt – bekannt geworden ist. Im SCA existieren derzeit weitere Abteilungen für Leichtathletik, Hockey, Schwimmen, Tennis und Golf.
Die Vereinsfarben sind Blau und Rot; Heimstadion der Fußballer ist gegenwärtig das örtliche Stade Paul Delique, das eine Zuschauerkapazität von gut 5.000 Plätzen, darunter knapp 1.000 Sitzplätze, aufweist. Vereinspräsident ist David Renoire; die Ligamannschaft wird von Mathieu Vallois trainiert. (Stand: April 2020)

## Geschichte
Gegründet wurde der Verein 1901 von jungen Männern als Football Abbevillois; ihr erstes überliefertes Spiel bestritten sie im Januar 1902 auf einer Rasenfläche, die ihnen von der Stadtverwaltung zur Verfügung gestellt worden war. Da etliche Mitglieder auch andere Sportarten betreiben wollten, änderte der Verein seinen Namen rund ein Jahr später in Sporting Club Abbevillois; zu diesem Zeitpunkt nahm der Klub auch seine bis ins 21. Jahrhundert erhaltenen Farben an. 1907 gelang es den Spielern, dem großen Konkurrenten AC Amiens den USFSA-Verbandsmeistertitel der Picardie wegzuschnappen, was sie zur Teilnahme an der Endrunde um die französische Meisterschaft berechtigte. Darin unterlagen sie allerdings schon im Achtelfinale dem Cercle Pédestre et Nautique Châlons mit 0:1 und schieden somit frühzeitig aus.
Zwischen den Weltkriegen gewann der SC 1919 noch einmal die Meisterschaft in der Picardie; 1922 wurde das vereinseigene Stadion (Stade Paul Delique) eingeweiht. Der Verein machte sich insbesondere durch seine Nachwuchsarbeit einen guten Namen: das Jugendteam gewann zwischen 1926 und 1935 125 seiner 140 Begegnungen. Die Männer-Kampfmannschaft erreichte drei Mal (1924, 1927, 1932) die erste Hauptrunde im Landespokalwettbewerb; nach Einführung des Professionalismus in Frankreich (1932) gehörte sie 1936/37 der dritten Liga an, beendete diesen „Ausflug“ aber als Tabellen-Achter nach nur einer Saison und kehrte in den Amateurbereich zurück.
Nach dem Zweiten Weltkrieg und der deutschen Besatzung konnte der SC Abbeville den Spielbetrieb in der stark zerstörten Stadt frühzeitig wieder aufnehmen, weil sein Stadion von größeren Schäden verschont geblieben war. Die Ligamannschaft trat weiterhin im Amateurspielbetrieb an, ab 1971 allerdings auf höchstem Landesniveau; bereits einige Jahre zuvor (1967) hatte sie im Pokal-Sechzehntelfinale Racing Lens immerhin in ein Wiederholungsspiel gezwungen. Nachdem der SCA 1977 aus der obersten Amateurliga abgestiegen war, folgten drei Aufstiege nacheinander bis in die in zwei Staffeln ausgespielte, für Profis und Amateure „offene“ Division 2. Während der Saison 1989/90 – der Sporting Club hatte 1986 Profistatus angenommen – musste der Verein Konkurs anmelden, obwohl seine Heimspiele während der zehn Zweitligajahre mit über 2.000 Zuschauern stets vergleichsweise gut besucht waren. Auch im Landespokalwettbewerb machte der SCA in diesen Jahren zweimal von sich reden, als er, jeweils im Sechzehntelfinale, vor eigenem Publikum 1983 den späteren Titelträger Paris Saint-Germain vor über 9.000 Besuchern mit 1:0 bezwang und 1988 dem OSC Lille ein 2:2-Remis abtrotzte, was in beiden Fällen aber nicht zum Weiterkommen reichte. Seit 1990 – in dieser Zeit erfolgte auch die Erweiterung des Klubnamens – schafften es Abbevilles Fußballer nur noch für eine Saison (2001/02) wenigstens in die vierthöchste Liga, pendelten ansonsten nur zwischen fünfter und siebter Ligenstufe.

## Ligazugehörigkeit und Erfolge
Profistatus hat der SC Abbeville in der Saison 1936/37 sowie von 1986 bis 1990 besessen; von 1980 bis 1990 gehörte er der Division 2 (seit 2002: Ligue 2) an. In der Saison 2020/21 spielt die erste Mannschaft des Vereins nur noch in der sechstklassigen Régionale 1.
Seine bislang beste Abschlussplatzierung erreichte der SCA in den Zweitligasaisons 1982/83 und 1985/86, als er in seiner Gruppe jeweils den neunten Rang belegte.

## Für den Verein wesentliche ehemalige Spieler und Trainer
- Marcel Campagnac, 1980/81 Torschützenkönig der zweiten Division, Gruppe B
- Georges Eo, Trainer 1985–1987
- André Hurtevent, Abbevilles einziger männlicher A-Nationalspieler (1 Länderspiel 1927),[4] 1940/41 und 1961–1964 Trainer beim SCA
- Sophie Ryckeboer-Charrier, Frauen-Nationalspielerin, beim SCA von 1979 bis 1981